# ダイヤモンド・スカル
『ダイヤモンド・スカル』（Diamond Skulls）は、1989年のイギリスのスリラー映画。ニック・ブルームフィールド監督、ガブリエル・バーン、アマンダ・ドノホー、ストルアン・ロジャー、ダグラス・ホッジ、サディ・フロスト出演。ドキュメンタリー映画製作者として活動する、ブルームフィールドの最初のフィクションである。また、イアン・カーマイケルの最後の映画出演作でもある。
日本ではビデオ発売の際に『ダイヤモンド・スカル/華麗なる殺意』と改題された。

## ストーリー
ヒューゴは、軍隊時代の仲間たちとの夕食会の帰り、仲間であるジェイミーの車を運転していて一人の女性をはねてしまう。
彼の上司であるピーターは通報しようとするジェイミーを車の中に戻し、彼等だけの秘密とした。
同時期、ヒューゴは妻ジニーが彼女の仕事上のパートナーであるラウルと浮気をしているという妄想を抱き、ジニーに恐怖を与えていた。
警察が捜査を進める中、ジェイミーはヒューゴが人を撥ねたのは通行人をジニーと誤認したと考えるようになり、彼の恋人にしてヒューゴの妹であるレベッカにそれを告白する。その結果、警察はヒューゴに疑惑の目を向けるが、周囲の人々はジェイミーを犯人に仕立て、最終的には死に追いやった。

## キャスト
※括弧内は日本語吹替
- ヒューゴ・ブラックトン卿 - ガブリエル・バーン（根津甚八）
- ジニー・ブラックトン - アマンダ・ドノホー（英語版）（田島令子）
- ピーター・エグルトン - ストルアン・ロジャー（小川真司）
- ジェイミー・スキナー - ダグラス・ホッジ（英語版）（大塚芳忠）
- レベッカ - サディ・フロスト（鶴ひろみ）
- アレック - デヴィッド・デルヴ（金尾哲夫）
- ジャック - ラルフ・ブラウン（戸谷公次）
- エドワード - アレクサンダー・クレンプソン（山田栄子）
- クルーン卿 - マイケル・ホーダーン（宮内幸平）
- クルーン夫人 - ジュディ・パーフィット（英語版）（武藤礼子）
- エクセター - イアン・カーマイケル（英語版）（峰恵研）
- ラウル - マシュー・マーシュ（英語版）（江原正士）
- 大佐 - ピーター・サンズ（小島敏彦）
- ナニー - キャサリン・リヴジー
- ジョン - エドワード・バーナム（英語版）（峰恵研）
- キャッスルメア夫人 - フィリダ・ヒューアット
- ジョー・ディマンディノ - ジェイ・ベネディクト（戸谷公次）

## スタッフ
- 監督 - ニック・ブルームフィールド（英語版）
- 脚本 - ニック・ブルームフィールド、ティム・ローズ・プライス
- 製作 - ティム・ビーヴァン
- 撮影監督 - マイケル・コールター
- プロダクションデザイナー - ジョセリン・ジェームズ
- 編集 - ロドニー・ホランド
- 衣裳デザイン - メアリー＝ジェーン・レイナー
- 音楽 - ハンス・ジマー

日本語版スタッフ
- 字幕翻訳 - 石田泰子
- 吹替演出 - 高桑慎一郎
- 吹替翻訳 - 大野隆一
- 吹替調整 - 遠西勝三
- 吹替効果 - 佐藤良介
- 吹替制作 - 千代田プロダクション